# Eidenberg
Eidenberg település Ausztriában, Felső-Ausztria tartományban, az Urfahrkörnyéki járásban. Tengerszint feletti magassága 685 méter, területe 29 km².

## Elhelyezkedése
Eidenberg Herzogsdorf, Oberneukirchen, Zwettl an der Rodl, Kirchschlag bei Linz, Lichtenberg és Gramastetten településekkel határos.

## Népesség
| 2016 | 2 065 |
| 2018 | 2 105 |